# Lesogorsk (Oblast' di Irkutsk)
Lesogorsk (in russo Лесогорск?) è un insediamento di tipo urbano della Russia, situato nell'Oblast' di Irkutsk.